# Коста Шуменкович
Коста Атанасков Шуменков или Коста Атанаскович Шуменкович (на сръбски: Коста Шуменковић или Kosta Šumenković) е македонски сърбоманин от XIX век, активен деец на ранната Сръбска пропаганда в Македония.

## Биография
Коста Шуменкович е роден в село Боровец, Стружка нахия на Охридска каза на Османската империя. От сърбоманския род Шуменкович е и племенникът на Коста свещеник Матея Шуменкович. Коста остава без образование. След Кримската война емигрира в Сърбия и попада под сръбско влияние. Занимава се с бозаджийство в Белград, а после търгува по Русия, Германия и Австрия.
След Инцидента на Чукур чешма в 1862 година участва в доброволческите отряди, обсаждащи Белградската крепост и се запознава със сръбския националист Милош Милоевич. След като натрупва значително състояние, през 1869 година отваря сръбско училище в родното си село Боровец.
По-късно се връща в Русия, където през 1873 година издава под името Коста Атанасков – Шуменкович, етнографската картата на Балканския полуостров. Картата е изготвена от Милош Милоевич и в нея по-голямата част от българските земи са обявени за сръбски.
В 1876 година сърбоманите Тодор Станкович от Ниш, Деспот Баджович от Крушево и Шуменкович протестират пред Цариградската конференция, че включвала почти цяла „Стара Сърбия“ в Западната българска автономна област. Участва в доброволческия корпус на Милош Милоевич в Сръбско-турската война в 1876 г. и показва храброст в сраженията при Нови пазар.
По време на Руско-турската война и Сръбско-турска война (1877-1878) участва в таен комитет в Ниш заедно с Тодор Станкович, Милош Милоевич, архимандрит Сава Дечанац, Аксентиие Хаджиарсич, Деспот Баджович и Глигорие Чемерикич с цел да се улесни проникването на сръбската армия. По време на войната влиза с доброволците във Враня.
Участва като доброволец в Сръбско-българската война в 1885 година.
В 1886 година е сред основателите на дружеството „Свети Сава“, което има за цел да пропагандира сърбизма в Македония.